# Hoe (cuisine)
Pour les articles homonymes, voir Hoe.
Le hoe (coréen : 회) est un type de plat de viande, poisson ou fruit de mer cru, de la cuisine coréenne.
Il en existe deux principales sortes, le hoe (회) cru, et la sukhoe (숙회) blanchi.
Yi Su-gwang en parle dans le rouleau 19 de son encyclopédie de 1614, Jibong yuseol (지봉유설).

## Galerie

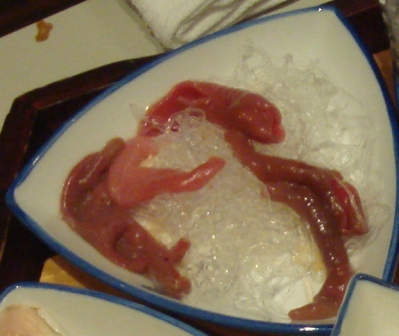
Urechis unicinctus en hoe.
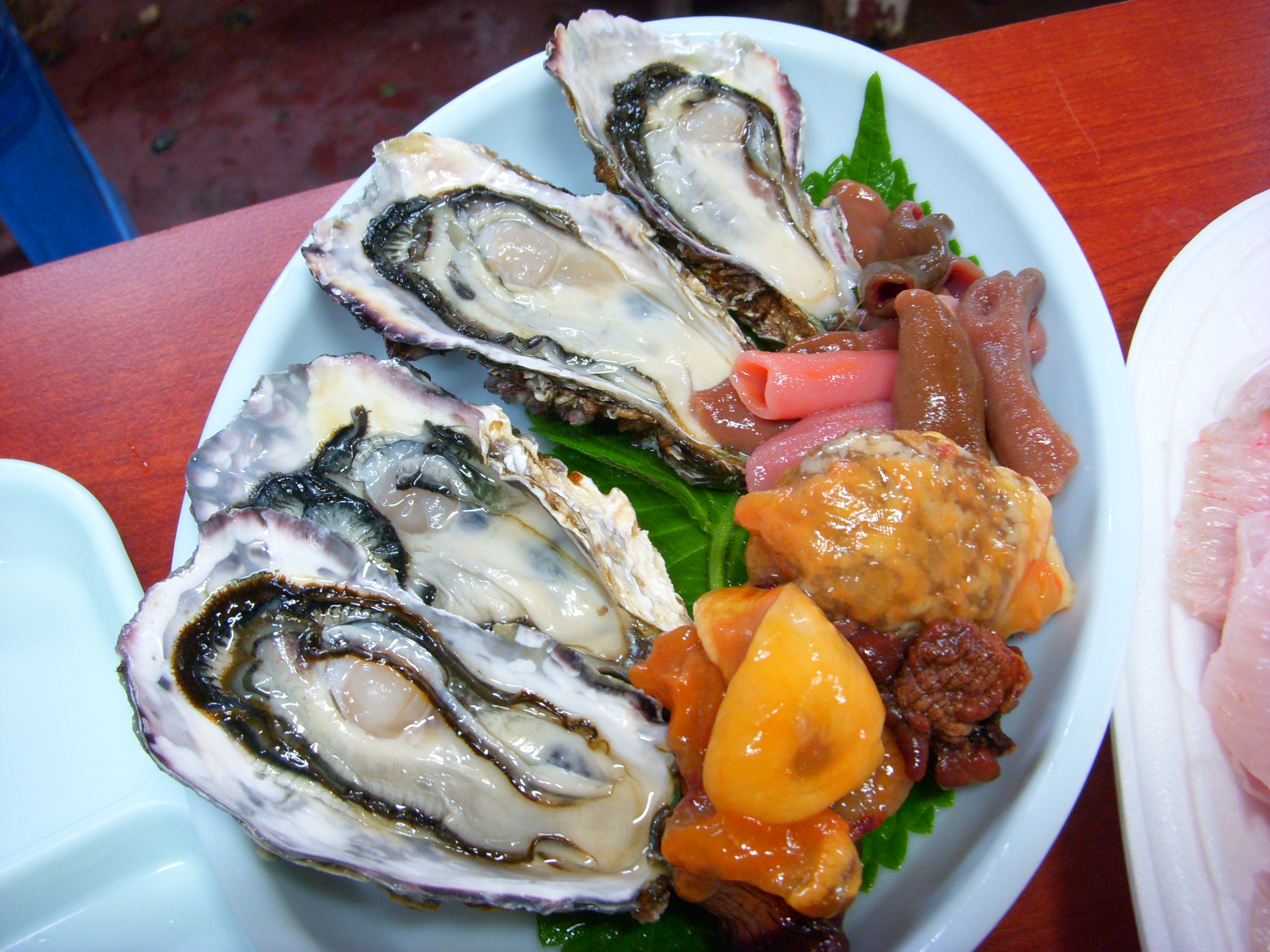
Huîtres crues.
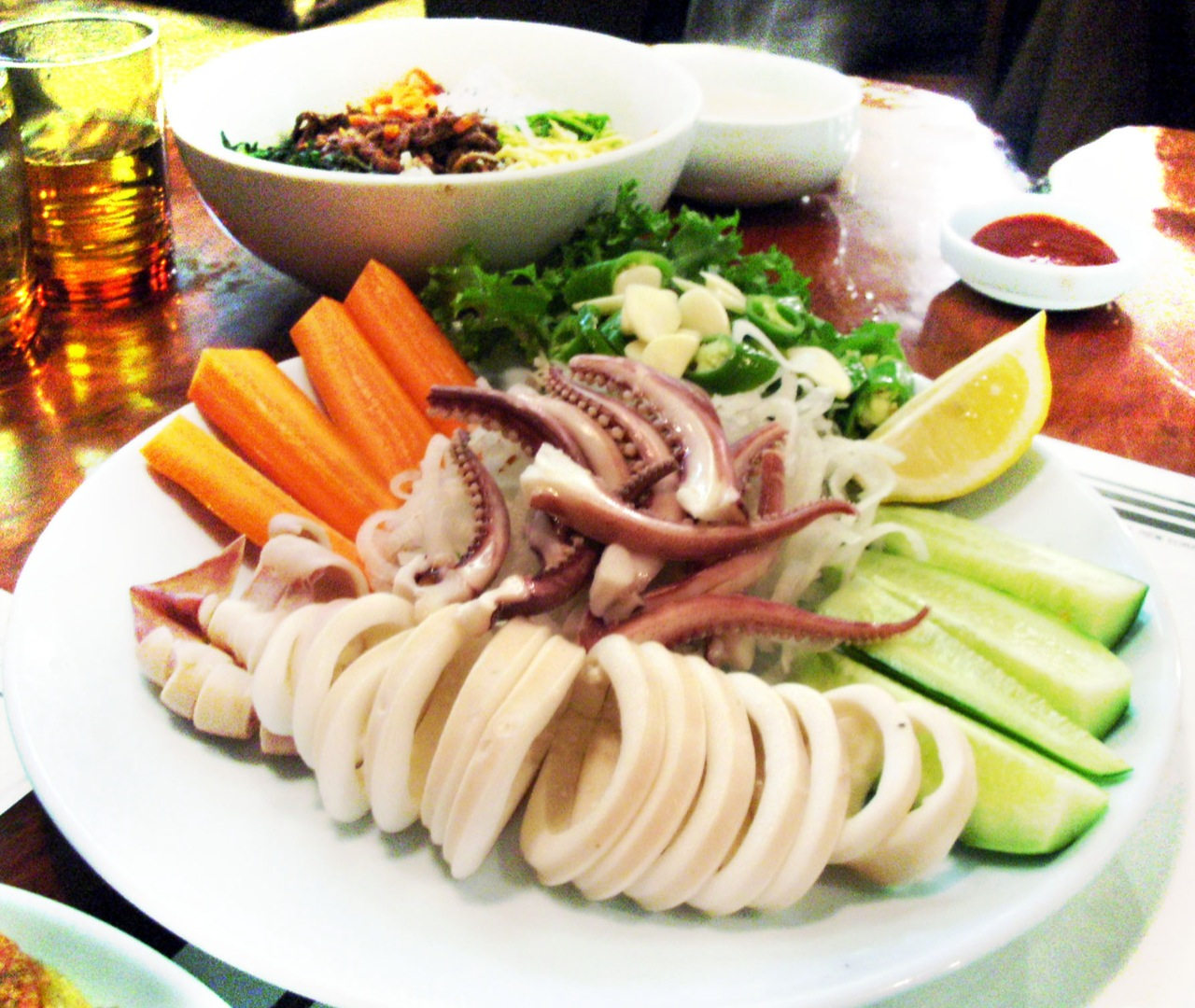
Poulpe blanchi.
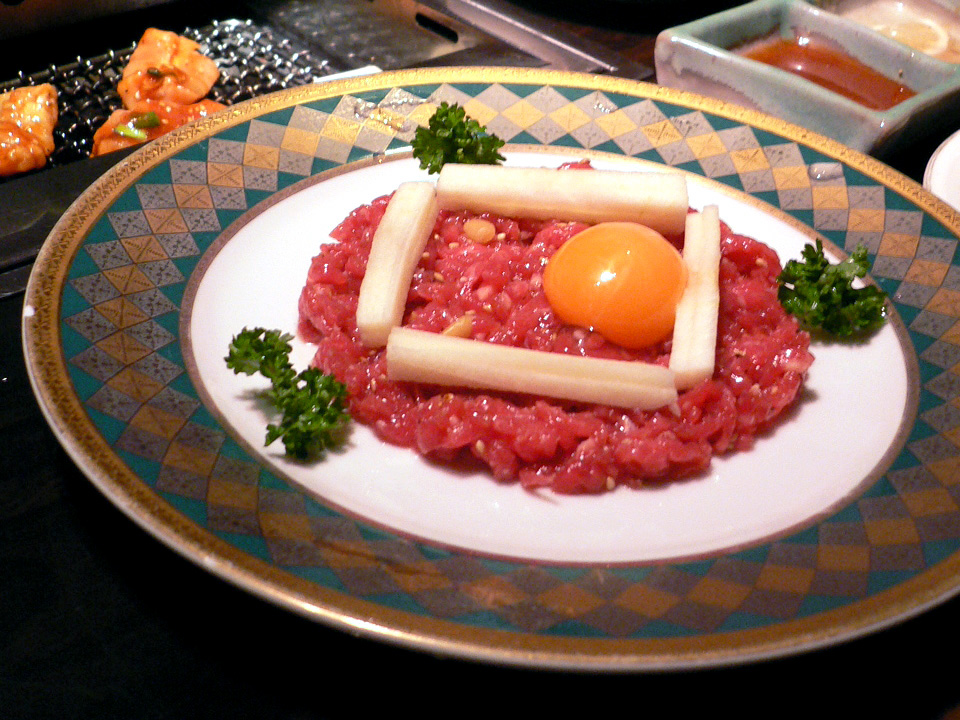
Yukhoe (육회), bœuf cru, dit tartare coréen.